# Dialog Center International
Dialog Center International (DCI) er et internationalt netværk af grupper og personer, der er inspireret af Dialogcentret i Danmark og dets måde at føre en teologisk, kritisk dialog med nyreligiøse grupper og sekter. 
DCI opstod i 1980'erne og havde Johannes Aagaard som præsident. Den organisatoriske struktur ophørte med Aagaards afgang som formand for Dialogcentret, og DCI er i dag et løst netværk af organsationer, der inspirerer hinanden, men ikke står inde for hinandens standpunkter. 
Med i netværket er fx Dialogcentret i Danmark, Dialog Zentrum Berlin, DialogCentre UK og Dialogue Irland.